# Townes Van Zandt
 (avril 2020).
Si vous disposez d'ouvrages ou d'articles de référence ou si vous connaissez des sites web de qualité traitant du thème abordé ici, merci de compléter l'article en donnant les références utiles à sa vérifiabilité et en les liant à la section « Notes et références ».
Pour les articles homonymes, voir Van Zandt.
Townes Van Zandt, né le 7 mars 1944 à Fort Worth, Texas, et mort le 1er janvier 1997 à Smyrna, Tennessee, est un chanteur, auteur et compositeur américain de musique country et folk.
En dépit d'un grand succès critique et de l'admiration que lui portèrent les milieux musicaux country et folk, son succès public fut limité, notamment en raison de son style vocal inhabituel et de ses troubles du comportement.
Ami proche de Guy Clark et David Olney, il fut découvert dans un bar de Houston par Mickey Newbury.
Certaines de ses chansons, comme Pancho and Lefty, If I Needed You, To live is to fly ou Kathleen (reprise en version longue par les Tindersticks), sont devenues des standards de la musique folk ou country et ont été souvent reprises.

## Biographie

### Début
Il est le fils de Harris Williams Van Zandt (1913-1966) et Dorothy Townes (1919-1983). Il a un frère, Bill, et une sœur, Donna (1941-2011). La famille Van Zandt se déplace au gré des affectations du père :
« J'ai vécu à Fort Worth jusqu'à l'âge de huit ans. Puis à Midland (Texas) jusqu'à neuf ans. À Billings, dans le Montana, jusqu'à douze ans. À Boulder, Colorado, jusqu'à quatorze ans. À Chicago jusqu'à quinze ans. Au Minnesota jusqu'à dix-sept ans. Retour au Colorado jusqu'à dix-neuf ans. Ensuite une petite pause à Houston jusqu'à ma majorité. Après quoi, j'ai commencé à voyager... »
À neuf ans il voit Elvis Presley au Ed Sullivan Show et demande à son père une guitare pour Noël : « J'ai demandé à mon père si Santa Claus pouvait m'apporter une guitare, parce que j'avais vu Elvis Presley à la télé : ce mec avait tout l'argent du monde, la moitié des Cadillac et la plupart des filles. Ça devait être quelque chose de jouer de la guitare ! »,. Il a longtemps vécu dans une vieille caravane de Clarksville, dans la banlieue d'Austin, Texas, un ancien quartier d'esclaves affranchis. Il n'y fait guère que boire et jouer aux cartes et aux dés : c'est dans des circonstances de jeux qu'il rencontra sa seconde femme. Townes n'aura pas eu une vie très heureuse : alcoolique, et vivant dans la hantise de la mort, il se drogue et consomme aussi bien du sirop contre la toux que de l'héroïne (Delta Momma Blues est une allusion au sirop Robitussin DM, Waiting Around to Die contient une référence explicite à la codéine, Kathleen est une allégorie de l'héroïne autant qu'une invitation au suicide).

### Carrière musicale
Fortement influencé par Lightnin' Hopkins et les premiers disques de Bob Dylan, il se met au folk et à composer des chansons mêlant humour noir et désespoir criant. Sa carrière discographique commence en 1968, quand Mickey Newbury, qui l'a vu sur scène à Houston, l'emmène à Nashville signer un contrat avec la firme Poppy. Le 1er album issu de cette collaboration, For the sake of the song, sort la même année. Cela marque le début de neuf années prolifiques sur le même label, avec cinq albums enregistrés. Ses chansons les plus connues deviendront des standards du folk reprises encore aujourd'hui. Vivant dans un chalet sans plomberie ni électricité, il préfère jouer dans des petits bars devant cinquante personnes plutôt que de remplir des salles de concert. Lorsque le succès vient frapper à sa porte, il préfère y renoncer en haussant les épaules pour continuer à se consacrer à ses passe-temps favoris : sa guitare folk, le whisky et un peu de drogue.
Au long de sa carrière solo, il enregistre une dizaine d'albums studio dont le succès resta limité (notamment à cause de leur non-médiatisation).

### Mort
Van Zandt continue à écrire dans les années 1990, bien que sa production ait sensiblement ralenti. Il connait une certaine sobriété au début des années 1990, mais reste dépendant de l'alcool durant les dernières années de sa vie. En 1994, il est admis à l'hôpital pour une désintoxication.[réf. nécessaire]
Début 1996, il est contacté par Steve Shelley, de Sonic Youth, qui propose à Van Zandt d'enregistrer un album pour la maison de disques de son groupe, Ecstatic Peace!, avec le soutien financier de Geffen. Van Zandt accepte, et des sessions sont programmées pour fin décembre à Memphis. Aux alentours du 19 décembre, Van Zandt fait une chute dans les escaliers en béton à l'extérieur de sa maison, se blessant gravement à la hanche. Après être resté couché dehors pendant une heure, il se traîne à l'intérieur et appelle son ex-femme Jeanene, qui envoie leurs amis Royann et Jim Calvin pour l'aider. Townes est transporté à l'hôpital de Nashville avec une fracture de la hanche, où il est opéré. Townes demande aux médecins de ne pas tenter de le réanimer si l'opération tourne mal. Il rentre chez lui le 1er janvier 1997, contre avis médical, quelques heures après avoir quitté le bloc opératoire.
Déterminé à enregistrer l'album proposé par Shelley et Two Dollar Guitar, Van Zandt arrive au studio de Memphis dans un fauteuil roulant, poussé par l'assistant de tournée Harold Eggers. Shelley annule les sessions d'enregistrement en raison de l'ivresse et du comportement erratique de l'auteur-compositeur. Van Zandt accepte finalement l'hospitalisation, mais pas avant de retourner à Nashville. Au moment où il consent à recevoir des soins médicaux, huit jours se sont écoulés depuis la blessure. Le 31 décembre, des rayons X révèlent une fracture du col du fémur, et plusieurs chirurgies correctives doivent être effectuées. 
Au moment où Van Zandt sort de l'hôpital le lendemain matin, il commence à montrer des signes de delirium tremens. Son ex-femme Jeanene lui a procuré une flasque de vodka pour conjurer le délire de retrait. Selon elle, une fois à son domicile de Smyrna, Van Zandt était redevenu « lucide, de vraiment bonne humeur, appelant ses amis au téléphone ».
Alors que Jeanene est au téléphone avec Susanna Clark, leur fils Will remarque que Townes a cessé de respirer et alerte sa mère, qui tente d'effectuer une réanimation cardio-respiratoire, « criant son nom entre les respirations ». Townes Van Zandt meurt dans les premières heures du matin le 1er janvier 1997, à l'âge de 52 ans. Il meurt dans son lit, d'une crise cardiaque provoquée par un mélange involontaire de deux antihistaminiques, auquel s'ajoutent les effets du stress de l'opération et l'affaiblissement de son organisme lié à l'alcool.[réf. souhaitée] Une partie de ses cendres est placée sous une pierre tombale, dans la concession de la famille Van Zandt, à Dido, village-fantôme du Texas.

## Discographie

### Albums studio
- For the Sake of the Song - 1968
- Our Mother the Mountain - 1969
- Townes Van Zandt (album) - 1969
- Delta Momma Blues - 1971
- High, Low and In Between - 1972
- The Late Great Townes Van Zandt - 1972
- Flyin' shoes - 1978
- At my window - 1987
- The Nashville sessions - 1993 (enregistrements provenant de l'album de 1973 inachevé Seven come eleven
- No deeper blue - 1994
- A far cry from dead - 1999 (11 chansons précédemment publiées et deux nouvelles. Enregistrements, guitare et chant, de Townes Van Zandt de 1989 à 1996 orchestrés à titre posthume)[4]
- Texas rain: The Texas Hill Country recordings - 2001 avec notamment Willie Nelson, Emmylou Harris.
- In the beginning - 2003 (enregistrements inédits de 1967)
- Sunshine boy: The unheard studio sessions & demos 1971–1972 - (enregistrements inédits de 1971 à 1972)
- Sky blue 2019 (enregistrement inédits de 1973)

### Albums Live
- Live at the Old Quarter, Houston, Texas - 1977 (enregistré en 1973)
- Live and Obscure - 1987 (enregistré à Nashville en avril 1985]
- Rain on a Conga Drum: Live in Berlin - 1991 (enregistré en 1990)
- Roadsongs - 1993
- Rear View Mirror - 1993 (enregistrement public à Oklahoma en 1979)
- Abnormal - 1996, réédition 1998 avec trois nouvelles chansons
- The Highway Kind - 1997
- Documentary - 1997 (réédition américaine sous le titre de Last Rights)
- In Pain - 1999 (enregistrements publics entre 1994 et 1996)
- Together at the Bluebird Café avec Guy Clark et Steve Earle - 2001 (enregistrement public en 1995)
- Live at McCabe's - 2001 (enregistrement public en 1995)
- A Gentle Evening with Townes Van Zandt - 2002 (enregistrement public à New York en 1969)
- Absolutely Nothing - 2002 (enregistrements publics entre 1994 et 1996)
- Acoustic Blue - 2003 (enregistrements publics entre 1994 et 1996)
- Live at the Jester Lounge, Houston, Texas, 1966 - 2004
- Rear View Mirror, Volume 2 - 2004 (enregistrements publics de 1978/79)
- Houston 1988: A Private Concert, DVD and CD - DVD 2004, CD 2005
- Live at Union Chapel, London, England - 2005 (enregistrement public en avril 1994)

## Filmographie
- 1981 : Heartworn Highways (en), documentaire sur la Outlaw country de James Szalapski (en) présentant des interviews de Townes Van Zandt
- 2004 : Be Here to Love Me (en), documentaire sur Townes Van Zandt de Margaret Brown
- 2004 : Houston 1988: A Private Concert
- 2008 : Townes Live in Amsterdam 2008 (Enregistré le 2 novembre 1991)